# Ida Ljungqvist
 (avril 2020).
Si vous disposez d'ouvrages ou d'articles de référence ou si vous connaissez des sites web de qualité traitant du thème abordé ici, merci de compléter l'article en donnant les références utiles à sa vérifiabilité et en les liant à la section « Notes et références ».
Pour les articles homonymes, voir Ljungqvist.
Michelle McLaughlin Regina Deutinger
Jayde Nicole Hope Dworaczyk
Ida Ljungqvist est un modèle féminin à double nationalité (tanzanienne et suédoise). 
Elle est apparue dans le magazine Playboy comme Playmate of the Month en mars 2008, puis comme Playmate de l'année 2009 : elle est la première née en Afrique et la seconde suédoise à accéder à ce titre. Elle est également la première Playmate of the Year à dédier publiquement son titre à l'action philanthropique des organisations charitables sans but lucratif.
Ida est née en Tanzanie d'une mère tanzanienne et d'un père suédois. Elle travaillait dans un magasin de vêtements de la chaîne bebe store à Beverly Hills lorsqu'elle fut repérée en 2007 par Sara Jean Underwood, la Playmate de l'année ; celle-ci en parla à Holly Madison, compagne de Hugh Hefner, qui lui proposa de poser pour le magazine. Elle accepta mais ses parents ne furent pas ravis, et sa mère refusa de lui parler pendant un mois ; à la fin, ils virent cependant les photographies et les trouvèrent belles.